# 富野幹雄
富野 幹雄（とみの みきお、1940年11月12日 - ）は、日本のポルトガル語学者。南山大学名誉教授。

## 人物
愛知県半田市生まれ。1963年同志社大学経済学部卒業。1966年東京外国語大学ポルトガル・ブラジル語学科卒業。1968年同大学院修士課程修了。1968 - 1970年サンパウロ州立大学で給費奨学生として学ぶ。1972年南山大学外国語学部専任講師、助教授、教授、2010年定年退職、名誉教授。

## 著書
- 『スペイン語からポルトガル語へ』大学書林 1989
- 『ポルトガル語からガリシア語へ』大学書林 2001

### 共編著
- 『ブラジル・ポルトガル語の入門』高橋都彦共著 白水社 1974
- 『標準ブラジルポルトガル語会話』高橋都彦共著 白水社 1978
- 『役に立つポルトガル語会話 ブラジル旅行・駐在』レオ・K.ヒラマツ共著 大学書林. 1985
- 『ポルトガル語動詞の知識と活用』住田育法共著 大学書林 1987
- 『役に立つブラジルポルトガル語スピーチ集』レオ・K.ヒラマツ共著 大学書林 1987
- 『ブラジル その歴史と経済』住田育法共著 啓文社 1990
- 『ポルトガル語ことわざ用法辞典 英語・スペイン語対照』クララ・M.マルヤマ共著 大学書林 1990
- 『ポルトガル語・スペイン語対照ガリシア語会話』木下登共著 大学書林 1995
- 『現代ポルトガル語辞典』池上岑夫,金七紀男,高橋都彦,武田千香共編 白水社 1996
- 『ブラジル学を学ぶ人のために』住田育法共編 世界思想社 2002
- 『現代ブラジル・ポルトガル語の要点 基礎から発展まで』伊藤秋仁共著 朝日出版社 2003
- 『グローバル化時代のブラジルの実像と未来』編 行路社 南山大学ラテンアメリカ研究センター研究シリーズ 2008
- 『総合ブラジル・ポルトガル語文法』伊藤秋仁共著 朝日出版社 2013

### 翻訳
- C.フルタード『ラテン・アメリカ経済の挑戦』丸谷吉男共訳 新世界社 ラテン・アメリカ研究 1973
- フレデリック・モーロ『ブラジル史』金七紀男共訳 白水社 文庫クセジュ 1980
- A.ソウト・マイオール『世界の教科書　ブラジル』編訳 ほるぷ出版 1982
- ジョゼ・H.ロドリゲス『ブラジルの軌跡 発展途上国の民族の願望』住田育法共訳 新世界社 ラテン・アメリカ文化叢書 1982
- アンソニー・W.マークス『黒人差別と国民国家 アメリカ・南アフリカ・ブラジル』岩野一郎,伊藤秋仁共訳 春風社 南山大学学術叢書　2007
- エドワード・E.テルズ『ブラジルの人種的不平等 多人種国家における偏見と差別の構造』伊藤秋仁共訳 明石書店 世界人権問題叢書 2011